# Virtus post nummos
 Virtus post nummos  лат. (изговор: виртус пост нумос). Врлина послије новца. (Хорације)

## Поријекло изрека
Изрекао Римски лирски пјесник Хорација у  посљедњeм вијеку  старе ере о људима којима је новац испред части.“

## Тумачење
Када се новцем може купити  човјекова част, онда је он јефтин.